# Vuit Immortals del vi
Els Vuit Immortals del Vi o els Vuit Immortals Complaguts al Vi (en xinès:饮中八仙) van ser un grup d'erudits de la Dinastia Tang a qui els agradava beure. No han estat deïficats i el terme Xian (Immortal, Transcendent) és només metafòric. El terme és usat en un poema de Du Fu, i en la Biografia de Li Po en el Nou Llibre Tang (新唐书).
El grup estava format per:
- He Zhizhang (賀知章 Hè Zhīzhāng)
- Li Jin (李璡 Lǐ Jìn)
- Li Shizhi (李適之 Lǐ Shìzhi)
- Cui Zongzhi (崔宗之 Cuī Zōngzhī)
- Su Jin (蘇晉 Sū Jìn)
- Li Bai (李白 Lǐ Bái)
- Zhang Xu (張旭 Zhāng Xù)
- Jiao Sui (焦遂 Jiaō Suì)